# Il visconte di Bragelonne
Il visconte di Bragelonne (titolo orig. Le Vicomte de Bragelonne, ou Dix ans plus tard) è un romanzo storico scritto da Alexandre Dumas, terzo e finale capitolo della trilogia del Ciclo dei moschettieri, costituita da I tre moschettieri e proseguita con Vent'anni dopo.
Il romanzo apparve dapprima a puntate, firmato da Dumas in collaborazione con Auguste Maquet, sul quotidiano Le Siècle, a partire dal 20 ottobre 1847; venne pubblicato in volume fra il 1848 e il 1850 in 26 tomi, con un immediato successo di pubblico. La serializzazione in feuilleton fu più volte interrotta dagli eventi concitati della Rivoluzione francese del 1848, dalla rovina economica dell'autore, all'infelice candidatura alle elezioni legislative, che turbarono profondamente Dumas.
Il romanzo dipinge la corte del giovane Luigi XIV e propone una soluzione al mistero dell'uomo dalla maschera di ferro. Sebbene occupi solo una parte del testo, quest'ultimo episodio è ancor oggi quello maggiormente conosciuto, dal quale provengono la stragrande parte degli adattamenti cinematografici e televisivi. Il personaggio che dà il titolo al libro è Raoul de Bragelonne, figlio naturale del moschettiere Athos.
In precedenza, un testo seminale al romanzo fu tentato dall'autore: portava il nome d'un figlio di Luigi XIV e di Louise de La Vallière, Le Comte de Vermandois, ma rimase incompiuto.

## Trama
Il romanzo inizia a Blois, dove è riunita la corte di Gastone d'Orleans, zio del giovane Luigi XIV. La vita di corte di provincia viene scossa dall'arrivo del giovane re, in marcia verso la Spagna dove il primo ministro, cardinale Mazzarino, ha organizzato il prossimo matrimonio del re con l'infanta di Spagna. 
D'Artagnan continua a servire il re come luogotenente dei moschettieri: si apprende che il cardinale Mazzarino e la regina Anna d'Austria non hanno mantenuto la promessa di promuoverlo a capitano dei moschettieri, come narrato alla fine del secondo romanzo Vent'anni dopo. Mentre Luigi XIV con la sua corte entra a Blois, il principe Carlo d'Inghilterra, figlio del decapitato sovrano Carlo I, si presenta dal re francese suo cugino per chiedere aiuto, militare e monetario (un milione di lire), per riprendersi il trono d'Inghilterra rimasto vacante, con la forza o con altri mezzi. Luigi XIV decide di aiutare il cugino, ma si vede negare l'aiuto dal cardinale Mazzarino, constatando così quanto sia debole il suo potere. D'Artagnan, stanco di vegetare al servizio di un re giovane e poco risoluto, decide di lasciare il servizio e si avventura in Inghilterra, con il supporto economico del suo antico servitore Planchet, per rapire il generale Monck e consegnarlo al principe Carlo, nella speranza di ricevere un'importante ricompensa. Intanto il principe Carlo, deluso per la risposta ricevuta presso la corte francese, da cui viene bandito, sta per andare in Olanda, ma sulla strada incontra Athos, che vive vicino a Blois. In ricordo della promessa fatta al padre Carlo I sul patibolo, Athos promette al principe di recuperare un tesoro nascosto a Newcastle. Athos si reca immediatamente a Newcastle insieme al fedele Grimaud per recuperare il tesoro e contribuire alla restaurazione del trono inglese. Così, D'Artagnan e Athos si ritrovano insieme per compiere l'impresa: dopo una serie di avventure, il principe Carlo viene restaurato sul trono d'Inghilterra, con il nome di Carlo II. Athos, che come sempre ha agito disinteressatamente e per adempiere all'antica promessa fatta al padre, non chiede niente per i suoi servigi, ma viene comunque insignito del Toson d'oro, un prestigioso titolo cavalleresco che si aggiunge a quelli dell'Ordine della Giarrettiera e dell'Ordine dello Spirito Santo conseguiti durante i fatti narrati in Vent'anni dopo. D'Artagnan, che molto si aspettava da questa missione, ottiene l'amicizia del generale Monck, divenuto nel frattempo duca di Albemarle, e 300.000 lire dal re Carlo II.
Nel frattempo il cardinale Mazzarino muore e Luigi XIV può finalmente regnare sulla Francia. In punto di morte Mazzarino dona 13 milioni di lire al Re (tenendo per le sue nipoti 40 milioni di lire accumulate mentre era primo ministro) e soprattutto gli consiglia di non nominare nessun primo ministro dopo di lui, ma di affidarsi solo al giovane Colbert, suo intendente delle finanze, uomo abile ed estremamente ambizioso. Dopo la morte del cardinale Mazzarino, il soprintendente Fouquet, che vive in un sontuoso castello a Vaux ed ha una corte di artisti e poeti, diventa uno degli uomini più importanti di Francia. Colbert, mortalmente invidioso di Fouquet, cerca subito di mettere il soprintendente in cattiva luce e consiglia re Luigi XIV di prendere una serie di provvedimenti per indebolire la sua influenza. Luigi XIV si accorge della necessità di rafforzare il suo potere e che il solo Colbert non gli può bastare, decide quindi di richiamare D'Artagnan in servizio, promettendogli una buona rendita e il grado di capitano dei Moschettieri. La prima missione di D'Artagnan è quella di verificare se Foquet stia effettivamente fortificando Belle-Île-en-Mer, isola in Bretagna posseduta dal sovraintendente. Nel suo viaggio D'Artagnan scopre che l'isola è effettivamente fortificata, ma ancora più grande è la sua sorpresa quando scopre che a capo dei lavori ci sono i suoi amici Porthos e Aramis. Quest'ultimo è nel frattempo diventato vescovo di Vannes, città in Bretagna che si trova proprio di fronte a Belle-Île-en-Mer, ed è uno dei più vicini consiglieri di Fouquet. Una volta scoperto che D'Artagnan è in Bretagna per ordine del Re, Aramis inganna D'Artagnan e parte prima di lui per Parigi per avvisare Fouquet. In questo modo il sopraintendente può recarsi da Luigi XIV prima dell'arrivo di D'Artagnan e offrire in dono Belle-Île-en-Mer al Re, facendo così cadere i sospetti su un suo tentativo di ribellione. D'Artagnan giunge pochi minuti dopo e, nonostante si senta umiliato e battuto in astuzia dall'amico Aramis, riceve la tanto agognata carica di capitano dei Moschettieri del Re.  
A questo punto la narrazione si sposta sulla nascente corte del Re Sole e su suo fratello Filippo D'Orleans. Per rafforzare le relazioni con l'Inghilterra, viene deciso il matrimonio tra i cugini Filippo D'Orleans ed Enrichetta d'Inghilterra, già incontrata in Vent'anni dopo. Le vicende di personaggi realmente esistiti – come il conte di Guiche (amico fraterno di Raul, figlio di Athos a cui è dedicato il titolo del romanzo), il duca di Buckingham, il cavaliere Filippo di Lorena, madamigella di Tonnay-Charente e madamigella Louise de la Vallière – si intrecciano con quelle di personaggi verosimili come Malicorne, Manicamp, Montalais, in perfetta tradizione con il romanzo storico. Le vicende, gli amori e le trame che si sviluppano tra i nuovi cortigiane e le dame di corte si intrecciano con le vicende degli antichi moschettieri, creando numerose sottotrame all'interno del romanzo. Al centro del romanzo troviamo la drammatica storia d'amore tra Raul, visconte di Bragelonne e Louise, dama di corte di Enrichetta. Pur essendo innamorati dall'infanzia, una volta visto il Re, Louise se ne innamora perdutamente, venendo da lui ricambiato. Luigi XIV invia Raul con un pretesto in Inghilterra, in modo da allontanarlo da madamigella de La Vallière.    
Nel frattempo Aramis scopre da Baisemeaux de Montlezun, governatore della Bastiglia, che nelle segrete della famosa prigione è rinchiuso il fratello gemello del sovrano, conosciuto con il nome di Filippo Marchiali, che è all'oscuro della sua vera origine. Aramis si reca nella cella di Filippo e gli racconta della sua nascita. Il gemello di Luigi XIV viene liberato dagli uomini di Aramis con un falso ordine di scarcerazione. Nello stesso tempo il sovrano viene rapito da Aramis e Porthos (questi è convinto di servire il re) e condotto alla Bastiglia, facendolo passare per Filippo. Prima di essere imprigionato, Luigi XIV aveva ordinato a D'Artagnan di arrestare il soprintendente Fouquet e il capitano dei moschettieri, seppur sorpreso, esegue l'ordine a malincuore. D'Artagnan viene convocato dal falso re, al castello di Vaux, dove incontra Aramis, il quale blocca l'arresto di Fouquet e svela a Foquet lo scambio fra Luigi XIV e Filippo; Foquet, davanti alla rivelazione di Aramis si precipita alla Bastiglia a liberare Luigi XIV. Il ministro spiega al vero re quello che è accaduto: Luigi XIV è incredulo di fronte alla rivelazione che un suo gemello ora domina la Francia al posto suo. Foquet gli dice che è venuto per liberarlo e chiede al sovrano la grazia per Aramis che gli ha svelato il tradimento e non ha ucciso il re quando avrebbe potuto farlo. Luigi XIV è irremovibile e proclama che non avrà pace sino a quando i suoi moschettieri non avranno arrestato vivo o morto colui che lo ha tradito e umiliato.
Finalmente libero, Luigi XIV si reca al castello di Vaux e si presenta al gemello Filippo, rivendicando il trono. D'Artagnan dichiara Filippo suo prigioniero e il re gli ordina di condurlo nelle Isole di Santa Margherita con il volto coperto da una maschera di ferro.
Raul, visconte di Bragelonne, segue il duca di Beaufort in Algeria per conquistare delle terre e lì viene ucciso; Athos, che da quando Raul è partito sta quasi sempre a letto, alla notizia della morte del figlio muore anche lui. Porthos, fuggendo con Aramis dai moschettieri di Luigi XIV, muore sepolto sotto la grotta di Locmaria che aveva fatto saltare con della polvere da sparo per bloccare gli inseguitori; tuttavia Porthos, dopo avere acceso la polvere, non riesce a fuggire perché ha un cedimento alle gambe e rimane sepolto sotto la grotta. Aramis riesce a fuggire in Spagna. D'Artagnan comanda la spedizione di guerra contro la Repubblica delle Sette Province Unite. Verso il termine della guerra lo raggiunge la nomina a Maresciallo; mentre sta per comunicare la notizia ai suoi soldati viene colpito da un proiettile e muore. Termina così la trilogia dei moschettieri.

## Tutti per uno, uno per tutti
In tutto il romanzo troviamo il famoso motto dei moschettieri – Tutti per uno, uno per tutti – una sola volta, al termine della storia. Nel capitolo CCXLIX, durante la fuga, Aramis ricorda l'antico motto all'amico Porthos per scusarsi di averlo coinvolto, a sua insaputa, nella fallita cospirazione contro re Luigi XIV.

## Filmografia
Dal romanzo di Dumas sono stati tratti numerosi film, spesso basati solamente sull'episodio della maschera di ferro:
- La maschera di ferro di Allan Dwan (1929)
- La maschera di ferro di James Whale (1939)
- Il visconte di Bragelonne di Fernando Cerchio (1956)
- L'uomo dalla maschera di ferro di Henri Decoin (1962)
- L'uomo dalla maschera di ferro di Mike Newell (1977)
- La maschera di ferro di Randall Wallace (1998)

## Edizioni italiane
- trad. anonima, 13 voll., Napoli, Stamperia e cartiere del Fibreno, 1850.
- trad. di Francesco Gandini, 15 voll., Napoli, Rondinella, 1852; 6 voll., Milano, Borroni e Scotti, 1854; 6 voll., Milano-Napoli, Pagnoni, 1864; 1877; 1885.
- trad. di F. Sala, 16 voll., Milano, E. Oliva, 1855.
- trad. anonima, 4 voll., Milano, Sonzogno, 1881; 1885; 1929; 1953.
- trad. di Claudio Redi, 2 voll., Milano, Bietti, 1904; 1927; 1935; 1976.
- trad. anonima, 2 voll., San Casciano Val di Pesa: Società editrice Toscana, 1925.
- trad. anonima, 2 voll., Firenze, Salani, 1929.
- trad. di Tomaso Monicelli, 3 voll., Milano, Rizzoli, 1937-39; 5 voll., Collana BUR n. 2286-2303, Rizzoli 1965; Introduzione di Francesco Perfetti, Roma, Newton, 1993-2020; 3 voll., Milano, Fabbri Editori, 2002.
- trad. anonima, 2 voll., Milano, Lucchi, 1947, 1956, 1978.
- trad. di Attilio Rovinelli, Milano, Carroccio, 1954, 1963.
- trad. anonima, 2 voll., Roma, Le Edizioni del Gabbiano, 1966.
- trad. di Sara Di Gioacchino-Corcos, 4 voll., Novara, De Agostini, 1969-70.
- trad. di Francesco Brandi, Milano, Piccoli, 1970.
- trad. di Leonardo Zardi, Roma, Paoline, 1972.
- trad. e curatela di Guido Paduano, Collana BUR Grandi Classici, Milano, Rizzoli, 2023, ISBN 978-88-171-7471-8.
- trad. di L. Grieco, Collana Fiabe e storie, Roma, Donzelli, 2023, ISBN 978-88-552-2517-5.

### Edizioni condensate
- trad. e riduzione di Francesco Perri, Milano, Genio, 1952; Milano, AMZ, 1962.
- trad. e riduzione di Dante Virgili, Bologna, Capitol, 1959.
- trad. e riduzione per ragazzi di Fernando Piranez, Milano, F.lli Fabbri, 1959.
- trad. e riduzione di Alessandra Bellezza Migliarini, Milano, Boschi, 1962.
- trad. e riduzione di F. Fabbri, Bologna, Malipiero, 1966.
- trad. e riduzione di Aldo Lualdi, Milano, Editrice Europa, 1966.
- trad. e riduzione di Mara de Mercurio e Maria Santini, Milano, Pegaso, 1993. (tutta la trilogia)

## Romanzi apocrifi
- Albert Blanquet, Les amours de d'Artagnan, Éd. Le passe-temps, 1858; trad. Napoli: Morelli, 1860
- Eugène D'Auriac, D'Artagnan il moschettiere, Trieste: Coen, 1860
- Frantz Beauvallet e Léon Beauvallet, M.lle D'Artagnan, Éd L. Boulanger, 1893
- Paul Féval, Il segreto della bastiglia D'Artagnan contro Cyrano Di Bergerac, trad. di Ugo Ferrara di Bertavilla, Torino: Cosmopolita, 1926; Firenze: Nerbini, 1940